# Siedliska (Ełk)

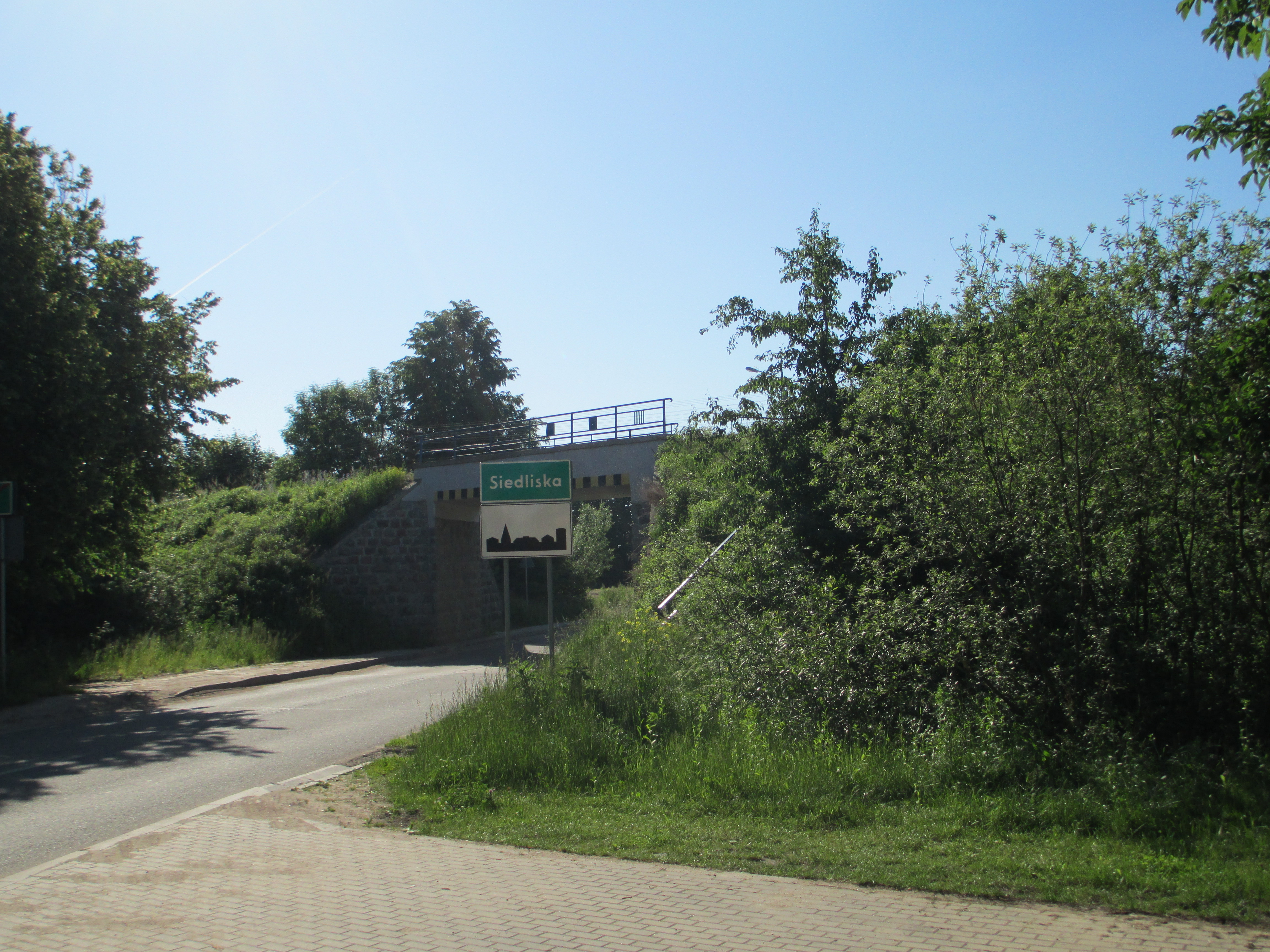
Ortseinfahrt Siedliska

Siedliska (deutsch Schedlisken, 1938 bis 1945 Sonnau) ist ein Dorf in der polnischen Woiwodschaft Ermland-Masuren und gehört zur Gmina Ełk (Landgemeinde Lyck) im Powiat Ełcki (Kreis Lyck).

## Geographische Lage
Siedliska liegt 500 Meter nördlich des Jezioro Sunowo (1938 bis 1945 Sonnau-See, deutsch Sunowo-See) im Osten der Woiwodschaft Ermland-Masuren, drei Kilometer nordwestlich der Kreisstadt Ełk (Lyck).

## Geschichte
Das damalige Schedlisken wurde im Jahre 1473 gegründet. In späterer Zeit stand etwa 1,5 Kilometer nordöstlich des Dorfes eine Ziegelei, die überregionale Bedeutung hatte.
Zwischen 1874 und 1945 war Schedlisken Amtsdorf und damit namensgebend für einen Amtsbezirk, der – am 15. November 1938 in „Amtsbezirk Sonnau“ umbenannt – zum Kreis Lyck im Regierungsbezirk Gumbinnen (ab 1905: Regierungsbezirk Allenstein) in der preußischen Provinz Ostpreußen gehörte.
Im Jahre 1910 verzeichnete Schedlisken 357 Einwohner, im Jahre 1933 waren es 401. Aufgrund der Bestimmungen des Versailler Vertrags stimmte die Bevölkerung im Abstimmungsgebiet Allenstein, zu dem Schedlisken gehörte, am 11. Juli 1920 über die weitere staatliche Zugehörigkeit zu Ostpreußen (und damit zu Deutschland) oder den Anschluss an Polen ab. In Schedlisken stimmten 380 Einwohner für den Verbleib bei Ostpreußen, auf Polen entfielen keine Stimmen.
Am 3. Juni (offiziell bestätigt am 16. Juli) des Jahres 1938 wurde Schedlisken aus politisch-ideologischen Gründen der Abwehr fremdländisch klingender Ortsnamen in „Sonnau“ umbenannt. Die Einwohnerzahl belief sich 1939 auf 446.
In Kriegsfolge kam das Dorf 1945 mit dem gesamten südlichen Ostpreußen zu Polen und trägt seither die polnische Namensform „Siedliska“. Der Ort ist heute Sitz eines Schulzenamtes (polnisch Sołectwo) und damit eine Ortschaft im Verbund der Gmina Ełk (Landgemeinde Lyck) im Powiat Ełcki (Kreis Lyck), vor 1998 der Woiwodschaft Suwałki, seither der Woiwodschaft Ermland-Masuren zugehörig.

### Amtsbezirk Schedlisken/Sonnau (1874–1945)
Zum Amtsbezirk Schedlisken gehörten bei seiner Errichtung im Jahre 1874 acht Dörfer. Am Ende im Jahre 1945 waren es aufgrund struktureller Veränderungen noch fünf:
| Name              | Änderungsname 1938 bis 1945 | Polnischer Name | Bemerkungen                                        |
| ----------------- | --------------------------- | --------------- | -------------------------------------------------- |
| Bienien           | Binien                      | Bienie          |                                                    |
| Chrzanowen        | (ab 1933:) Kalkofen         | Chrzanowo       |                                                    |
| Kleine Mühle Lyck | Klein Mühle                 | Młynek          |                                                    |
| Mylucken          | Mulicken                    | Miluki          |                                                    |
| Oratzen           |                             | Oracze          | 1928 in die Landgemeinde Wittenwalde eingegliedert |
| Schedlisken       | Sonnau                      | Siedliska       |                                                    |
| Szameyten         |                             | Oracze          | 1928 in die Landgemeinde Wittenwalde eingegliedert |
| Wittinnen         |                             | Wityny          | 1928 in die Landgemeinde Wittenwalde eingegliedert |

Am 1. Januar 1945 bestand der Amtsbezirk Sonnau aus den Orten: Binien, Kalkofen, Milucken, Sonnau und Wittenwalde.

## Kirche
Schedlisken resp. Sonnau war bis 1945 in die evangelische Pfarrkirche Lyck in der Kirchenprovinz Ostpreußen der Kirche der Altpreußischen Union und in die katholische Pfarrkirche St. Adalbert in Lyck im Bistum Ermland eingepfarrt. Der kirchliche Bezug nach Ełk besteht auch weiterhin. 

## Verkehr
Siedliska liegt an der Woiwodschaftsstraße 656, die die beiden Regionen Ełk (Lyck) und Giżycko (Lötzen) miteinander verbindet. Ein Landweg führt außerdem von Mleczkowo (Milchbude) direkt in den Ort.
Die nächste Bahnstation ist Ełk an der einzigen noch regulär befahrenen Bahnstrecke Korsze–Białystok. Die Bahnlinie verläuft – hier freilich ohne Halt – südlich des Dorfes Siedliska.